# Saint-Lucien (Sena Marítim)
Saint-Lucien és un municipi francès situat al departament del Sena Marítim i a la regió de Normandia. L'any 2007 tenia 1.040 habitants.